# Rocafort
Rocafort település Spanyolországban, Valencia tartományban. Rocafort Valencia és Godella községekkel határos. Lakosainak száma 7753 fő (2024).

## Népesség
A település népessége az utóbbi években az alábbiak szerint változott:
| Lakosok száma | 5226 | 6049 | 6259 | 6640 | 6846 | 6819 | 7004 | 7240 | 7603 | 7753 |
|               | 2001 | 2004 | 2007 | 2009 | 2012 | 2014 | 2017 | 2019 | 2022 | 2024 |